# Pollicipes pollicipes

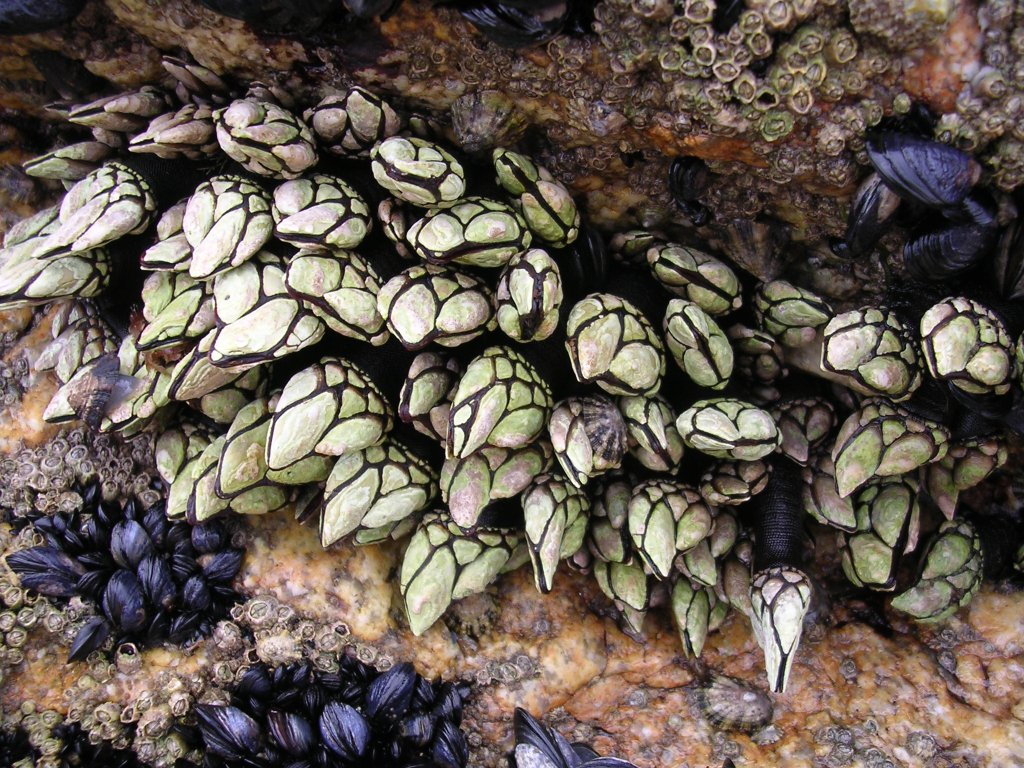
Percebes sobre um rochedo.

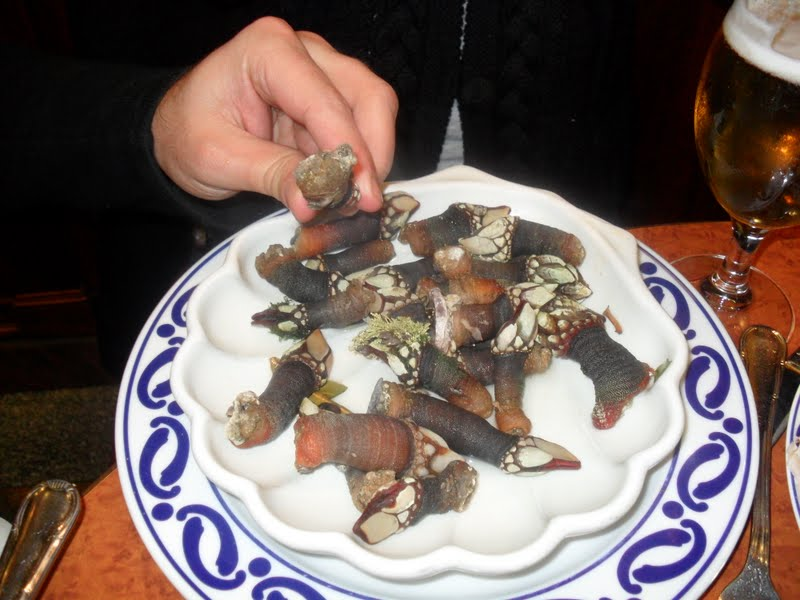
Prato de percebes.

Pollicipes pollicipes (Gmelin, 1789) é uma espécie de crustáceo cirrípede, conhecida pelos nomes comuns de percebe ou perceve, com distribuição natural nas costas rochosas do nordeste do Oceano Atlântico, desde o Canal da Mancha às Canárias e Cabo Verde. É parente próximo das espécies Pollicipes polymerus da costa oeste da América do Norte, e Pollicipes elegans, da costa do Chile, espécies também comercializadas como percebes. É muito apreciado como alimento na Península Ibérica, sendo uma das iguarias típicas do litoral de Portugal e da Galiza.

## Descrição
O corpo dos percebes adultos é  claramente dividido em duas partes: a unha ou capítulo e o pedúnculo.
O capítulo é uma concha com várias placas calcárias, dentro da qual está localizado o que se considera o corpo do percebe. O capítulo protege o percebe de predadores e da desidratação durante a maré baixa ou quando transitoriamente exposto ao ar.
O pedúnculo é a parte inferior do percebe, constituindo uma estrutura alongada e flexível, revestida por pequenas escamas, que une a unha ao substrato. No seu interior encontram-se os órgãos reprodutores femininos e a glândula adesiva que produz a substância que permite ao percebe aderir ao substrato.
É um marisco com características próprias, que se assemelha popularmente com pé de porco. A pesca ou captura do percebe é uma atividade perigosa, sendo comum acidentes de queda nas rochas ou arrastamento pelo mar que redundam na morte do percebeiro, designação dada às pessoas que se dedicam à apanha deste crustáceo.

## Distribuição
P. pollicipes tem distribuição natural nas costas rochosas do Atlântico nordeste entre os paralelos 48° N e 28° N, ao longo das costas da França, Espanha, Portugal, Marrocos e Senegal, incluindo as ilhas Canárias. Existe uma população com distribuição disjunta nas ilhas do arquipélago de Cabo Verde, perto do paralelo 16° N. A periferia da área de distribuição natural da espécie também se estende até as Ilhas Britânicas, com populações esparsas na costa sul da Inglaterra e, possivelmente, sudeste da Irlanda, embora não haja registos modernos da presença nessa região. A espécie também está presente, embora seja rara, no Mar Mediterrâneo.
O habitat típico de Pollicipes pollicipes é as rochas expostas em regiões com águas movimentadas, especialmente a zona intertidal de falésias em áreas forte hidrodinamismo.
Em dezembro de 2016, um pedaço de madeira à deriva coberto de percebes chegou a uma praia da Nova Zelândia, despoletando a imaginação dos locais sobre que estranha criatura seria, já que o animal é desconhecido na região.

## Reprodução
Pollicipes pollicipes é uma espécie hermafrodita protândrica, para a qual alguns autores sugerem que o modo de fecundação preferencial é a reprodução por fecundação cruzada, processo em que um indivíduo troca gametas com outro, ao invés de se autofecundar. A fecundação ocorre na cavidade do manto, formando-se duas lamelas de ovos. Os ovos desenvolvem-se nesse local até eclodirem, libertando larvas na forma de náuplios.
As larvas passam por sete estágios durante os quais podem nadar livremente. O processo dura pelo menos um mês. As larvas mantém o tipo náuplio durante seis estágios, apenas assumindo a forma larvar típica dos cirrípedes, a forma cypris, no sétimo e último estágio, quando procuram um substrato para se fixar. Após a fixação,  tomam a forma adulta, séssil, típica dos percebes.

## Ecologia
A espécie Pollicipes pollicipes tende a formar aglomerados numerosos de indivíduos sobre rochas e outras estruturas rígidas costeiras, como os cascos de navios naufragados.
Alimentam-se por filtragem, nutrindo-se das partículas que conseguem coletar com seus cirros. Esses cirros possuem uma intrincada estrutura ciliar, permitindo que o P. pollicipes tenha uma dieta variada, incluindo diatomáceas, detritos, crustáceos, copépodes, camarões e moluscos.
P. pollicipes são capturados para consumo humano em diversas regiões da sua área de distribuição natural, especialmente para comercialização no mercado espanhol, no qual podem custar até €90,00 por quilograma. Como resultado, suspeita-se que as populações ibéricas da espécie estejam em declínio. A escassez na costa ibérica levou à importação para Espanha e Portugal de percebes da espécie Pollicipes polymerus capturados na costa canadiana do Oceano Pacífico.

## Gastronomia
Muito apreciado na Espanha e Portugal, existem vários pratos confeccionados a partir deste animal, sendo considerado uma iguaria, particularmente na Galiza.